# 佳冬蕭宅
22°25′05″N 120°33′02″E / 22.418044°N 120.550467°E
佳冬蕭宅，是位於臺灣屏東縣佳冬鄉佳冬村的蕭姓五進大院，列為屏東縣古蹟。

## 建築

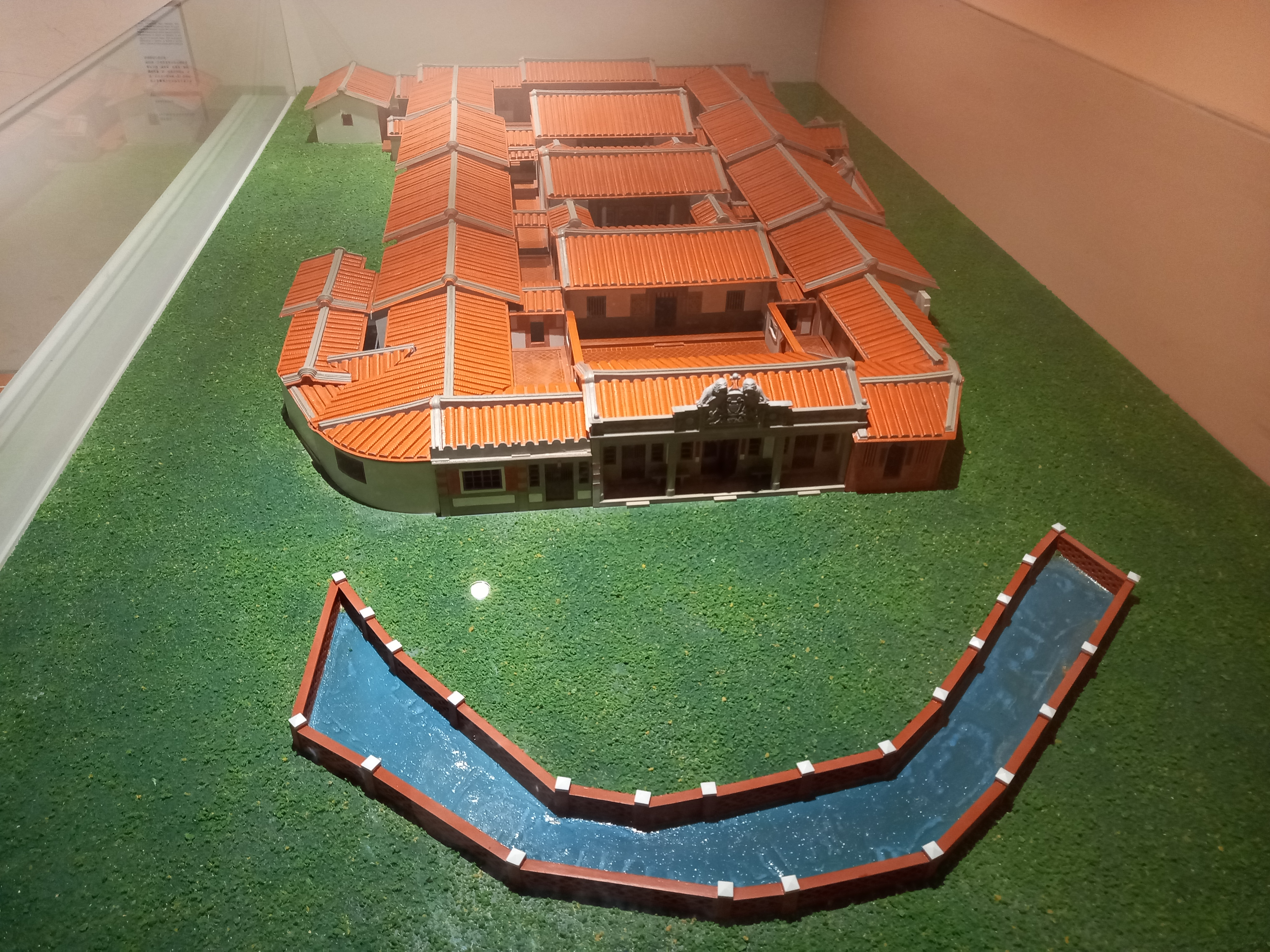
佳冬蕭宅模型

六堆客家人蕭達梅經營釀酒、染布、米糧等業而致富，從中國大陸延聘師傅在佳冬建造大院。從咸豐年開始建立，原為三進大院，仿造廣東梅縣祖屋，以供奉祖先牌位的第二進最早興建，至蕭達梅孫子蕭光明時才成為今日的五落四院，今址為佳冬鄉溝渚路150號。
院前有池塘，並種植修竹，大門五十公尺處設有作為藏書樓的步月樓，大門右側的佳冬蕭屋洋樓原處曾是馬廄。
佳冬蕭宅建築格局採雙「回」字型客家圍櫳屋，總計五十一間房，佔地四千多平方公尺。堂屋高度由第一堂起逐漸升高，院落則漸次縮小，加上左右過廊、護牆，使私密性逐漸升高。牆壁採用日治時期的洗石子工法，用貝殼砂和玫瑰石拌在水泥漿裡塗抹在牆面，再用噴水器將水泥去除。
第一進為五開間的巴洛克式建築，山牆的兩隻獅子雕刻取其「事事如意」之諧音，兩旁楹柱寫有「興仁講讓必有餘慶，協心同力各得其所」。二進為勤業堂，其牆壁及柱子建材取自貝殼砂和珊瑚。三進為繼述堂，四扇木板門上畫有仙翁與仙姑像。第四進作家祠。第五進為家居所在，右側在1980年代初前因兄弟分產護龍部份已全部拆除，過去還在禾埕埋藏可能是步月樓戰役使用的兩門舊砲。

## 文保
1978年林安泰古厝拆遷時，李乾朗將林安泰古厝、馬興陳宅、林本源園邸、李騰芳古宅、筱雲山莊、霧峰林家宅園、摘星山莊、社口大夫第、餘三館、佳冬蕭宅列為他心目中的台灣十大民居。1985年，行政院文化建設委員會與中華民國內政部古蹟評鑑小組將佳冬蕭宅列為三級古蹟。1995年6月26日，內政部長黃昆輝頒獎表揚蕭福應維護佳冬蕭宅不遺餘力，與維護鄞山寺有功的管委會，獎金各獲新臺幣五萬元。1999年，再以八千三百多萬元修復此三級古蹟，由曾國恩建築師事務所設計監造、慶仁營造公司施工。2003年2月21日完工驗收，2004年6月27日開始開放參觀。
後在醫師曾貴海奔走下，行政院客家委員會補助屏東縣府三千萬元，重挖古宅前的池塘，並設有噴水柱，於2011年1月22日落成啟用。

## 外部連結
- 佳冬蕭宅——文化部文化資產局 （页面存档备份，存于）